# Крузе, Светлана Валерьевна
Светлана Валерьевна Крузе (род. 18 мая 1964, Ростов-на-Дону) — российский искусствовед, куратор, директор Ростовского областного музея изобразительных искусств. Почётный член Российской академии художеств. Заслуженный работник культуры Российской Федерации (2025).

## Биография
Родилась 18 мая 1964 года в Ростове-на-Дону.
В 1992 году Светлана Крузе окончила художественно-графический факультет Ростовского государственного педагогического института. Её преподавателями были В. Романенко, И. Бышек, В. Зинченко, К. Даглдиян. В 1999 году стала выпускницей Ростовского государственного университета, училась на факультете философии и культурологии, на кафедре философской антропологии и теории культуры. Её преподавателем была Т. П. Матяш. 
В 2004 году окончила аспирантуру ГНУ СКНЦ ВШ «Северо-кавказский научный центр высшей школы» по специальности «Религиоведение, философская антропология, философия культуры». В 2004 году защитила кандидатскую диссертацию  на тему «Автопортрет как форма распознания личности художника». Научный Совет Северо-Кавказского научного центра высшей школы.   
С 2005 по 2007 год работала директором ростовского Музея современного изобразительного искусства на Дмитровской.
В 2007 году прошла стажировку в Москве в отделе масляной живописи Государственного научно-исследовательского института реставрации.
В 2007 году возглавила Ростовский областной музей изобразительных искусств.
В 2010 году выступила одним из организаторов Первой Южно-российской биеннале современного искусства.
Член СХ России, председатель искусствоведческой секции РОСХа, член правления РОСХа, почетный член Российской академии  художеств, автор более 30 каталогов и 200 публикаций.
Живёт и работает в Ростове-на-Дону.

## Известные кураторские проекты
- 2023 — «Побег из четырёх углов» (Юрий Фесенко). МСИИД, Галерея ZHDANOV, Ростов-на-Дону.[7]
- 2023 — «Александр Жданов. Последний Пан» (совм. с Ю. Фесенко). РОМИИ, Галерея ZHDANOV, Ростов-на-Дону.[8][9]
- 2010 — «Сеанс связи» (совм. с Н. Гончаровой, ГЦСИ). Первая Южно-российская биеннале современного искусства, Ростов-на-Дону.[10]
- 2006 — «Искусство или смерть. Двадцать лет спустя». МСИИД, Ростов-на-Дону.[11][12]